# Bever (Grisones)
Bever (oficialmente en alemán hasta 1943 Bevers) es una comuna suiza del cantón de los Grisones, situada en la región de Maloja en el suroeste del valle de Engadina. 

## Geografía
La comuna se encuentra dividida en dos partes, la primera, en la cual se encuentra al núcleo urbano principal, se encuentra encerrada por las comunas de La Punt Chamues-ch (norte y este) y Samedan (sur y oeste). 
La segunda parte, se encuentra enclavada más hacia el occidente, limita con las comunas de Silvaplana, Sankt Moritz, Bergün/Bravuogn, Tinizong-Rona, Sur, Marmorera y Bivio.

## Lengua
La lengua tradicional de la comuna fue hasta el siglo XIX el retorromano, a partir de mediados de siglo, una minoría alemana se instaló allí. En 1880 el 81,1% de la población hablaba romanche, fue a partir de ahí que la cuota de romanos comenzó a descender drásticamente, en 1910 sólo un 59,28% de la población hablaba romanche, en 1941 el porcentaje de romanos bajó hasta 50,4%, cifra aún mayoritaria que no se volvería a alcanzar. En 1980 36,11% de la población hablaba romanche como lengua materna, en 1990 era un 24,19% y 18,86% actualmente. Estos porcentajes indican la forma en que el romanche está desapareciendo en la región, mientras que el alemán la conquista. Debido al bajo porcentaje de hablantes de romanche, la lengua podría dejar de ser oficial en esta comuna, pues el porcentaje es inferior al 30% y se acerca al del italiano, que tiene un 11,73% de nativos.

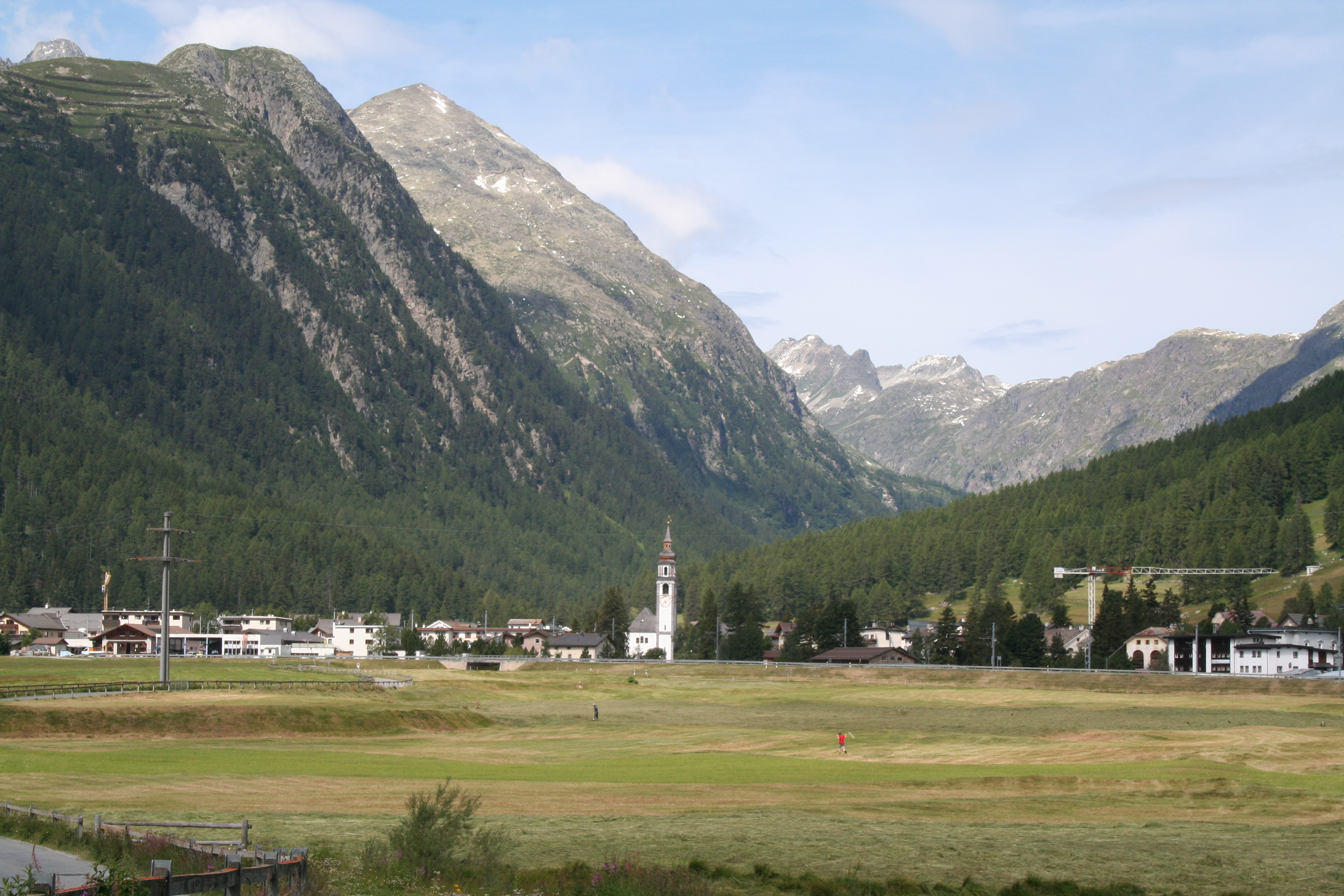
Vista de Bever.